# Linha alba
Linha alba é uma linha branca de queratinização friccional, localizada na mucosa jugal paralela à linha de oclusão, relacionada a áreas dentárias. É assintomática, apresenta-se em geral bilateralmente, possui extensão variável e não é removível à raspagem. Constitui uma reação à pressão ou sucção da mucosa decorrente da atividade dos dentes posteriores.
Os efeitos de traumas produzidos ao plano oclusal e a textura dos alimentos refletem-se no grau de queratinização observado; logo, a linha é mais ou menos evidente em diferentes indivíduos.
Os efeitos clínicos característicos é suficiente para o diagnóstico, sendo o tratamento desnecessários; porém, quando forem observados alterações oclusais importantes e maus hábitos, como bruxismo, recomenda-se a correção desses fatores.
Anatomicamente, a linha alba é o entrelaçamento das aponeuroses tendíneas dos músculos planos (m. oblíquo interno do abdômen, m. oblíquo externo do abdômen e m. transverso) da parede anterolateral da cavidade abdominal, estas que se dão entre a linha medioclavicular e a linha mediana e a formam como uma rafe mediana, do processo xifóide à sínfise púbica. Esse entrelaçamento ocorre tanto em nível direito-esquerdo quando superficial-profundo.